# Élections législatives cap-verdiennes de 1975
Des élections législatives se sont tenues au Cap-Vert en juin 1975 (en préparation de l'indépendance du pays vis-à-vis du Portugal, dont il est une colonie officiellement jusqu'au 5 juillet de la même année). Le Parti africain pour l'indépendance de la Guinée et du Cap-Vert est alors le seul parti légal, et le vote vise à approuver ou rejeter la liste électorale conduite par le parti. Celle-ci est approuvée par 95,6 % des votants ; la participation électorale s'élève à 86,7 % de la population.

## Résultat
| Parti                                                          | Votes   | %    | Sièges |
| -------------------------------------------------------------- | ------- | ---- | ------ |
| Parti africain pour l'indépendance de la Guinée et du Cap-Vert | 100 835 | 95,6 | 56     |
| Contre                                                         | 4 668   | 4,4  | -      |
| Total                                                          | 105 503 | 100  | 56     |

### Source
- (en) Cet article est partiellement ou en totalité issu de l’article de Wikipédia en anglais intitulé « Cape Verdean parliamentary election, 1975 » (voir la liste des auteurs).